# Веселов, Виктор Михайлович
Виктор Михайлович Веселов (род. 19 ноября 1956 года, д. Свободное, Борский район, Горьковская область) — советский и российский художник, работающий в традициях холуйской лаковой миниатюры, а также в жанре станковой живописи. Работы художника хранятся в Государственном историческом музее, Всероссийском музее декоративно-прикладного и народного искусства, а также других музеях и коллекциях.

## Биография
Родился 19 ноября 1956 года в деревне Свободное Борского района (ныне в Нижегородской области). В 1973 году поступил и в 1977 году окончил Холуйскую художественную профтехшколу, где учился у основоположников холуйской миниатюры А. М. Костерина, В. А. Белова, Л. М. Живностки. А. И. Семенова. С 1977 года работает на Холуйской художественной фабрике, с 1989 года — в творческой группе под руководством В. А. Белова и В. Н. Седова.
С 2015 года является членом Союза художников России. Продолжает работать в творческой группе Холуйских художественных мастерских. Тематика работ: лирика, история, история православия, народный фольклор.
Помимо традиционной Холуйской лаковой миниатюры занимается ещё и станковой живописью (которую пишет маслом и акварелью), а также иконописью. Отдельные работы хранятся в Государственном историческом музее, Всероссийском музее декоративно-прикладного и народного искусства, Государственном музее холуйского искусства, в частных коллекциях России и других стран.

## Выставки
С 1992 года участвует в республиканских, всесоюзных и международных выставках.
В январе 2015 года пейзажи Веселова представлялись на выставке, прошедшей в Южской детской школе искусств в рамках межрегионального фестиваля «Холуйская палитра», объявленного и проведённого администрацией Южского района.
C 22 ноября по 30 декабря 2016 года в Государственном музее Холуйского искусства прошла выставка «Гармония», посвящённая 60-летию Виктора Михайловича Веселова, на которой были представлены фотографии, эскизы к работам, рисунки, акварель, картины маслом, лаковые миниатюры.

## Работы
- «Ангел — хранитель. Кижи»
- «Борис Годунов» — дипломная работа
- «Воззвание Минина» — студенческая работа
- «Встреча Садко»
- «Гадание на травах»
- «Гармония»
- «Заячий остров»
- «Медвежья комедия»
- «Москва. Кремль — Иван Великий»
- Портрет Николая II
- Портрет Петра I
- Портреты царской семьи
- «Прялка»
- «Санкт-Петербург. Белые ночи»
- «Серафим Саровский» — шкатулка 1994 года — экспонат Государственного исторического музея[6] (приобретена музеем в 1994 году[2])
- «Сергей Радонежский»
- «Собор Воскресения Христова „Спас на крови“»
- «Троицын день»
- «Холуй. Весна» — картина 1991 года — подарена Государственному музею Холуйского искусства в 2019 году[7]
- «Чудеса св. Георгия Победоносца» — работа 2012 года[8], включена в краткую энциклопедию русской лаковой миниатюры, принадлежит Всероссийскому музею декоративного искусства[9]

### Чудеса святого Георгия Победоносца
Изготовленная Виктором Веселовым шкатулка «Чудеса святого Георгия Победоносца» находится в коллекции Всероссийского музея декоративного искусства и является относительно небольшим (6x32x22,6 см) изделием, но на её крышке воплощена масштабная по замыслу композиция, состоящая из множества миниатюрных сцен, изображающих чудеса, описанные в «Житии, страданиях и чудесах святого Георгия». Центральным сюжетом является самый известный подвиг Георгия — спасение царевны, в котором Георгий представлен как одетый в золотые доспехи юный воин, пронзающий крылатого змея копьём со вздыбленного белого коня. Взгляд зрителя притягивается к всаднику, легко парящему в развевающемся красном плаще, что, по мнению авторов проекта Минкультуры РФ «Артефакт», свидетельствует об умелом расставлении акцентов Веселовым. По мнению тех же авторов, драматическая сюжетная напряжённость уравновешивается выглядящим «исполненным глубочайшего духовного спокойствия» ликом святого. Другими событиями, изображёнными на шкатулке, являются спасение рыбаков, чудо с колонной вдовы, чудо о сарацине, а также сцены крестьянской жизни.

## Критика
К учёбе в профтехшколе относился с азартом, интересовался всем. Был увлечён историей, особенно «смутным временем». На всю жизнь сохранил любовь к акварельной технике живописи «по-сырому», позволяющей переносить на бумагу и многоцветье весеннего паводка, и лёгкую дымку золотых рассветов, и малиновые закаты и ползущую по низинам влажную и холодную пелену тумана. Самостоятельный творческий путь начал с переходом в творческую группу после 11 лет накопления опыта и оттачивания техники на написании копий. Будучи многоплановым художником, осиливает любую тему, включая архитектуру, а также портреты царей из династии Романовых и членов их семей, оставаясь в рамках традиций Холуйской лаковой миниатюры. Особая искренность и неподдельная теплота отличают миниатюры фольклорной, былинной, сказочно тематики. Цикл работ об особо почитаемых на Руси святых появился в результате изучения и переосмысления художником темы православия. Отдельные работы выдают философский взгляд автора на окружающий его мир.
По утверждению искусствоведа Михаила Печкина, Виктор Веселов является признанным мастером лаковой миниатюры, вписавшим своё имя в её «главную книгу», но, кроме неё, занимается также и станковой живописью, пишет «очень лёгкие, свободные, изящные акварели», на его пейзажах часто бывает изображена природа Холуя. Несколько пейзажей были приобретены музеем Холуйского искусства.

## Награды
- 2014[12] — почётная грамота Ивановской областной думы — за многолетний добросовестный труд[1].
- 2016 — благодарность Министерства культуры России — за большой вклад в развитие культуры и многолетнюю плодотворную работу[5].
- 2016 — серебряная медаль Союза художников России[5].
- Почётная грамота Российской академии художеств — за многолетний добросовестный труд[1].
- Дипломы всесоюзных выставок[2].